# Јована Типшин
Јована Типшин (Београд, 22. децембар 1976) југословенска и српска је фолк певачица. Највећу популарност имала је 1990-их година. Удата је за власника КЦН телевизије.

## Дискографија
Албуми
- Другарице за касне сате (1994)
- Не заборави ме (1996)
- Кога лажеш (1997)
- Иди иди (1998)
- Ја те још волим (2000)
- Ген за љубав (2003)
- Флерт (2005)
- Како је кад срце пати (2009)

Дуети и сарадње
- Сенке (2000) са Кемалом Маловчићем
- Град греха (2007) са бугарским певачом Тонијем Стораром
- Диабло (2018) са Мариом Миочем

#### Спотови
| Спот                         | Година | Режисер             |
| ---------------------------- | ------ | ------------------- |
| Не заборави ме               | 1996   | —                   |
| Дала сам ти љубав            | 1996   | —                   |
| Све туђе сузе                | 1994   | —                   |
| Неверниче                    | 1996   | —                   |
| Наранџа                      | 1994   | —                   |
| Једна ко ниједна             | 1994   | —                   |
| Ружа пуна трња               | 1997   | —                   |
| Судњи дан                    | 2000   | CODE                |
| Ген за љубав                 | 2003   | CODE                |
| Флерт                        | 2005   | Cvrchak             |
| У твоме телефону             | 2005   | Cvrchak             |
| Град љубави                  | 2007   | Cvrchak             |
| Мираз                        | 2008   | —                   |
| Преживећу                    | 2009   | —                   |
| Лудим                        | 2009   | Vladan              |
| Како је кад срце пати        | 2010   | —                   |
| Пропуштени позив             | 2012   | —                   |
| Сањам да си опет ту          | 2013   | Јован Марковић      |
| Што ме душо не волеш         | 2014   | —                   |
| Музика заспала               | 2015   | TOXIC ENTERTAINMENT |
| Ово је љубав                 | 2017   | Дејан Милићевић     |
| Diablo                       | 2018   | Дејан Милићевић     |
| Поруке                       | 2019   | SILVER PRODUCTION   |
| Љубав живота                 | 2019   | SILVER PRODUCTION   |
| Исусе Христе спаситељу света | 2021   | TOXIC ENTERTAINMENT |
| Воли ме                      | 2022   | TOXIC ENTERTAINMENT |